# WEEKEND THE RAMPAGE
WEEKEND THE RAMPAGE（ウィークエンド・ザ・ランページ）は、2017年からbayfmで毎週金曜日に放送されているラジオ番組。

## 番組内容
THE RAMPAGE from EXILE TRIBEにとって初のレギュラーラジオ番組で、メンバーの陣とRIKUがパーソナリティを務める。
放送終了後、ニコニコチャンネルにてラジオでは聴けないスペシャル動画配信が行われる。

## 放送時間
- 毎週金曜 21:00 - 21:28（2017年10月 - 2022年3月）
- 毎週金曜 23:00 - 23:27（2022年4月 - ）